# Pseudolaelia aromatica
Pseudolaelia aromatica är en orkidéart som beskrevs av Marcos Antonio Campacci. Pseudolaelia aromatica ingår i släktet Pseudolaelia och familjen orkidéer. Inga underarter finns listade i Catalogue of Life.